# Eugenio Migliore
Eugenio Migliore (Modica, 22 novembre 1974) è un maestro di scherma italiano, specializzato nel fioretto, vincitore di 5 medaglie d'oro ai Campionati Mondiali Maestri.
Attualmente è Maestro presso la Conad Scherma Modica e della Nazionale di Fioretto assoluta.

## Biografia

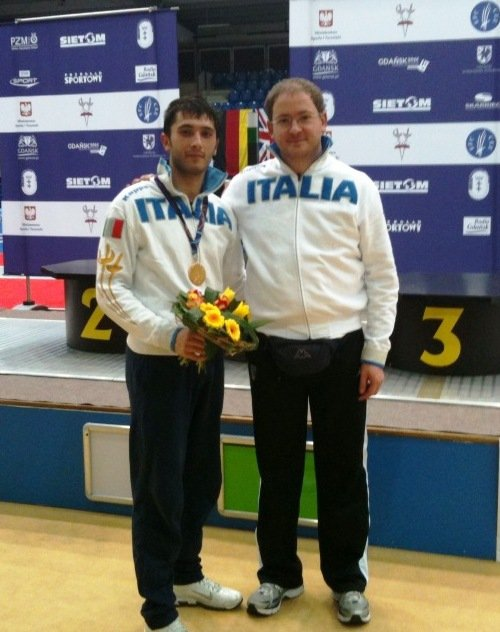
Il Maestro Migliore e Giorgio Avola ai Campionati Europei under 23 del 2010

Eugenio Migliore nasce a Modica nel 1974, inizia a fare scherma all'età di 10 anni presso la Conad Scherma Modica con il Maestro Giorgio Scarso, l'attuale presidente della Federazione Italiana Scherma. Dopo essersi diplomato decide di iscriversi al corso di laurea in ingegneria ambientale presso l'università di Palermo. A causa degli impegni universitari riusciva a frequentare la sala scherma solo il fine settimana. Nonostante Eugenio abbia portato avanti la sua carriera universitaria per ben cinque anni, decide di abbandonare gli studi e dedicare gran parte del suo tempo alla scherma. Fa parte della società Modicana dal 1984, data di fondazione della stessa, prima come atleta poi come Maestro, durante la sua carriera schermistica ha inoltre ricoperto il ruolo di arbitro federale.

## L'atleta
Fin da piccolo Eugenio si fa notare sia in campo regionale che in campo nazionale anche se le vittorie più importanti arrivano con il passare degli anni. La prima finale arriva all'età di 19 anni con il secondo posto al campionato italiano di 3/4 categoria di spada. Nel 1999 all'età di 25 anni ottiene la prima vittoria in campo nazionale vincendo il campionato italiano Seniores (over 20). Ottiene nuovamente il titolo italiano qualche anno più tardi, infatti nel 2002 l'atleta/Maestro Modicano vince l'oro nel fioretto al Campionato Italiano Maestri. È anche grazie a questo titolo che viene convocato al Campionato Mondiale Maestri di Bad Wildungen, dove con la Nazionale Azzurra di Fioretto vince l'oro a squadre, insieme a Maurizio Galvan e Paolo Bottari. Nel 2005 prende parte al Campionato Italiano Maestri di spada e si laurea campione italiano. In meno di un anno un'altra medaglia d'oro viene messa al collo del siciliano, il Maestro vince infatti l'ennesimo Campionato Italiano ancora nel fioretto. Ma il 2006 non è ancora finito, è l'anno dei Mondiali Maestri a Jodoigne ed Eugenio fa "l'asso pigliatutto": porta a casa 5 medaglie di cui 4 d'oro, vince il titolo nella combinata, con la squadra di fioretto (Maurizio Galvan e Massimiliano Bruno), con la squadra di sciabola e riporta l'oro nel fioretto individuale in Italia dopo 28 anni; il bronzo arriva nella gara a squadre di spada. L'ultimo titolo Italiano arriva nel 2008 con la vittoria del Campionato Italiano Master a Bergamo.

## Il maestro
Diventa Maestro nel 2001. Già da qualche anno, dato l'elevato numero di atleti che arrivavano alla Scherma Modica, aiutava il Maestro Scarso come istruttore e accompagnatore in gara, da quando si diploma Maestro entra a tempo pieno nella società modicana. Il duro lavoro inizia a dare le prime soddisfazioni: alle decine di vittorie in campo regionale si affiancano quelle in campo nazionale, sia Giorgio Avola che Angela Gugliotta vincono il Campionato Italiano nelle rispettive categorie, ma è solo l'inizio. Nel 2002 dirige lo stage di allenamento in El Salvador e si occupa della preparazione della nazionale di fioretto maschile per i Campionati del Mondo di Lisbona, dove ricopre il ruolo di accompagnatore e capo delegazione. Angela Gugliotta si ripete nel 2004 vincendo ancora il titolo Italiano nella categoria allieve e nel 2005 è l'anno di Orazio Di Raimondo. Inizia ad essere scelto come docente nei corsi di formazione per Maestri e viene convocato ai ritiri della nazionale giovanile. Tra i tanti atleti del Maestro che hanno partecipato a gare internazionali si è maggiormente distinto Giorgio Avola che dal 2006 entra a far parte della nazionale di fioretto. Proprio nel 2006 Eugenio viene ancora una volta convocato per seguire la nazionale giovanile, questa volta ai campionati del Mediterraneo dove Avola ottiene la medaglia di Bronzo. Nel 2010 viene convocato come Maestro della nazionale ai Campionati Europei under 23, competizione vinta proprio da Giorgio Avola il quale, anche grazie a questa vittoria ottiene la convocazione agli Europei Assoluti e ai Mondiali Assoluti di Parigi dove si piazza 9º. Visto gli ottimi risultati anche in campo internazionale come Maestro, nel 2010 la federazione lo convoca nell'allenamento pre-olimpico per i qualificati alle olimpiadi della gioventù. Nel 2011 si conferma Maestro accompagnatore della squadra azzurra ai Campionati Europei Under 23 dove Tommaso Lari ottiene la vittoria. A luglio del 2011 Giorgio Avola conquista la medaglia d'oro nel fioretto individuale e a squadre all'Europeo di Sheffield. Sempre nello stesso anno viene convocato dal CUSI alle Universiadi di Shenzhen (Cina) come Maestro della squadra nazionale assoluta di fioretto maschile e femminile, dove i fiorettisti conquistano l'argento a squadre, e Martino Minuto l'oro individuale. Ai mondiali di Catania, ad ottobre 2011, sono due gli atleti del maestro Migliore a partecipare, l'Albanese Klejvis Imeraj e Giorgio Avola, quest'ultimo conquista la medaglia di Bronzo nella prova individuale.
Nella stagione 2011/2012, stagione che precede le olimpiadi, viene convocato come maestro di staff ai ritiri della nazionale assoluta di fioretto maschile e femminile e come accompagnatore ad alcune prove di coppa del mondo di fioretto maschile.
Nel giugno del 2012 vengono diramate le convocazioni per le Olimpiadi di Londra, Eugenio fa parte della delegazione azzurra come maestro accompagnatore, mentre il suo allievo Giorgio Avola rientra nei convocati della squadra di fioretto maschile. Proprio Giorgio Avola è uno dei protagonisti della prova a squadre dove l'Italia conquista la medaglia d'oro.
Il 2 dicembre 2012, durante l'assemblea ordinaria elettiva della federazione italiana scherma, il Maestro Eugenio Migliore viene insignito della "Maschera d'oro", onorificenza riservata ai Maestri.
Durante la stagione di coppa del mondo del 2013, il neo C.T. della nazionale di fioretto Andrea Cipressa, lo convoca come maestro accompagnatore ben sette volte su otto prove internazionali. A giugno la sua convocazione viene confermata anche per l'Europei di Zagabria. Nello stesso mese, il suo atleta Avola vince i Giochi del Mediterraneo, e nel mese di agosto con la squadra di fioretto vince il mondiale a Budapest.
Da settembre 2013 diventa ufficialmente il Maestro di Valentina Cipriani, nel mese di febbraio l'atleta della nazionale femminile di fioretto ottiene la sua prima vittoria in una prova di Coppa del Mondo a Budapest e nel 2015 conquista la medaglia di bronzo ai I Giochi Europei di Baku.
Il 3 dicembre 2013 acquisisce la qualifica di Tecnico di IV livello, ultimo step del percorso formativo dei tecnici, rilasciata dalla Scuola dello sport.
Per le Olimpiadi di Rio 2016 viene convocato come Maestro di Staff, il suo atleta Giorgio Avola si ferma ai piedi del podio.
Da settembre 2016 è ufficialmente il Maestro di Andrea Cassarà, che torna sul podio a Il Cairo dopo 18 mesi.
Per le Olimpiadi di Tokyo 2020 fa parte dello staff della nazionale di fioretto. 
Con lui si allenano gli atleti della nazionale Elisabetta Bianchin e Davide Filippi. 

## Palmarès
Mondiali Maestri
- Oro a squadre, Bad Wildungen 2002
- Oro nella combinata, Jodoigne 2006
- Oro individuale e a squadre, Jodoigne 2006
- Oro sciabola a squadre, Jodoigne 2006
- Bronzo spada a squadre, Jodoigne 2006

Campionati Italiani Maestri
- 3  Ori individuali

Campionati Italiani Seniores
- 1  Oro individuale

Campionati Italiani 3/4 categoria spada
- 1  Argento individuale

Campionati Italiani Master
- 1  Oro individuale